# Phytonemus
Genre
Phytonemus est un genre d'acariens de la famille des Tarsonemidae.
Le genre ne comporte qu'une seule espèce, Phytonemus pallidus, que l'on rencontre en Amérique du Nord et en Europe.

## Publication originale
- (en) Lindquist E.E., « The World Genera of Tarsonemidae (Acari: Hetestigmata): A Morphological, Phylogenetic, and Systematic Revision, with a Reclassification of Family-Group Taxa in the Heterostigmata », The Memoirs of the Entomological Society of Canada, 118(S136), 1-517,‎ 1986 (DOI 10.4039/entm118136fv).